# Southland (serie de televisión)
Southland (a veces escrito como: SouthLAnd) es una serie de drama policial de Estados Unidos, la serie fue creada por la escritora Ann Biderman y producida por Warner Bros. Television. Se estrenó en la NBC el 9 de abril de 2009. El 1 de mayo de 2009, NBC anunció que Southland ha sido renovada para una segunda temporada con un pedido inicial de 13 episodios que comenzarían a transmitirse el 25 de septiembre de 2009, una hora antes de su horario original. Poco antes de su estreno programado, la NBC se trasladó a la apertura de su segunda temporada el 23 de octubre de 2009, citando la necesidad de promover el espectáculo con más detalle. El 8 de octubre de 2009, NBC anunció que la serie había sido cancelada.
El 2 de noviembre de 2009, TNT anunció que había comprado los derechos de Southland de los primeros siete episodios, así como los seis episodios terminados de su segunda temporada. Southland comenzó a transmitirse en TNT el 12 de enero de 2010. El 26 de abril de 2010, TNT anunció que había encargado diez episodios de Southland para la tercera temporada que comenzaría a transmitirse el 4 de enero de 2011. La renovación de TNT de la serie incluyó un recorte presupuestario y la reducción sustancial de reparto correspondiente. Se anunció a través de la página de Facebook de Southland el 22 de marzo de 2011, que la serie había sido renovada por otros diez episodios para la cuarta temporada, la cual se estrenó el 17 de enero de 2012.

## Argumento
Según NBC, Southland tiene una "mirada cruda y auténtica", en Los Ángeles y las vidas de los oficiales de policía de Los Ángeles. La trama central en la temporada son las experiencias e interacciones de los agentes de patrulla de policía de Los Ángeles y los detectives, y es más un drama de caracteres impulsados de un procedimiento policial. Entre los personajes se encuentra el oficial novato Ben Sherman y su oficial de entrenamiento, John Cooper; la detective Lydia Adams, que debe equilibrar el trabajo con la responsabilidad de su madre, la oficial Chickie Brown, quien aspira a ser la primera mujer en la élite del equipo SWAT; y el detective Sammy Bryant, cuya vida en casa interfiere con su vida de trabajo. En última instancia, esta el tono oscuro de la serie, considerado inapropiado para las 9:00 de la tarde, que llevó a la NBC a cerrar la producción y cancelar el programa después de la vista previa de los seis primeros episodios de la segunda temporada. TNT comenzó a negociar con la NBC poco después de la cancelación de la serie, un proceso que tomó casi un mes.
Poco antes de su estreno en TNT, Warner Home Video lanzó la primera temporada en DVD en una versión sin censura, con blasfemias intactas. La retransmisión de TNT de la primera temporada fue sobre todo sin censura, con sólo la blasfemia más extrema censurada.

## Elenco

### Principales
- Michael Cudlitz es John Cooper - Oficial de Policía III+1 (Oficial de Entrenamiento) de La División de Hollywood.
- Benjamin McKenzie es Ben Sherman - Oficial de Policía I (Temporada 1-3) - Oficial de Policía II (Temporada 4-5) de la División de Hollywood.
- Shawn Hatosy es Sammy Bryant - Detective II (Temporadas 1-3) - Oficial de Policía III (Temporadas 4-5)
- Regina King es Lydia Adams - Detective II de  Detectives West Bureau.
- C. Thomas Howell es - Oficial de Policía III Bill "Dewey" Dudek (Temporadas 1-5).
- Kevin Alejandro es Nate Moretta - Detective II (Temporadas 1-3)
- Tom Everett Scott es Russell Clarke - Detective II (Temporada 1, recurrente 2,3,5)
- Arija Bareikis es  - Chickie Brown - Oficial de Policía III de La División de Hollywood.
- Michael McGrady es Daniel "Sal" Salinger - Dtective III de División de Pandillas y Narcóticos.

### Secundarios
- Emily Bergl es Tammi Bryant (temporada 1–presente).
- Roxana Brusso es Detective III Alicia Fernández (temporada 1–presente).
- Hedy Burress es Laurie Cooper (temporada 1–presente).
- Denise Crosby es Captan Susan Salinger (temporada 1–presente).
- Patrick Fischler es Detective I Kenny "No-Gun" (temporadas 1–2).
- Jenny Gago es Detective II Josie Ochoa (temporada 3).
- Lex Medlin es Detective I Andy Williams (temporadas 1–2).
- Amaury Nolasco es Detective Rene Cordero (temporada 2).
- Marty Ryan es Sargento I Wallace (temporadas 1–2).
- Jamie McShane es Sargento I Hill (temporada 3).